# 1005 (عدد)
ألف وخمسة 1005 هو عدد صحيح، يلي العدد 1004 وويسبق العدد 1006.

## في الرياضيات

### خصائص
- عدد طبيعي.[3]
- عدد فردي.[4]
- عدد موجب،[5] السالب منه هو -1005.[6]

## في التاريخ
- 1005 هـ هي سنة في التقويم الهجري.
- هي سنة 1005 م في التقويم الميلادي.

## وصلات خارجية
الأعداد الصاتمة، ديوان اللغة العربية.